# НХЛ у сезоні 2005—2006
НХЛ у сезоні 2005/2006 — 89-й регулярний чемпіонат НХЛ (88-й сезон не відбувся). Сезон стартував 5 жовтня 2005. Закінчився фінальним матчем Кубка Стенлі 19 червня 2006 між Кароліна Гаррікейнс та Едмонтон Ойлерс перемогою «ураганів» 3:1 в матчі та 4:3 в серії. Це перша перемога в Кубку Стенлі «Гаррікейнс».

## Драфт НХЛ
43-й драфт НХЛ. В 7-и раундах було обрано 230 хокеїстів. Першим номером драфту став Сідні Кросбі, якого обрав клуб «Піттсбург Пінгвінс».

## Огляд
13 липня 2005 року Асоціація гравців НХЛ оголосила про прийняття умов нового колективного договору, а 21 липня підписали колдоговір з комісаром НХЛ Гері Беттменом терміном на шість років до 15 вересня 2012 року.
Цей сезон став одним із найрезультативніших в історії НХЛ, було закинуто 7 443 шайб у 1 230 матчах. В той же час середня результативність цього чемпіонату поступилась сезону 1992/93 в якому закинули 7 311 в 1 008 матчах, а середня результативність склала 7,25 голів за гру.
Сезон стартував 5 жовтня, причому стартові поєдинки пройшли для всіх 30 клубів і всі гроші від 15 матчів були перераховані жертвам Урагану Катріна.
Цього сезону відмінили традиційний матч усіх зірок НХЛ через Олімпійський хокейний турнір.
Двоє зіркових новачків НХЛ Сідні Кросбі та Олександр Овечкін набрали в регулярному чемпіонаті понад сто очок, таке вдалось лише Теему Селянне та Жое Жуно в сезоні 1992/93.
26 листопада 2005 Нью-Йорк Рейнджерс та Вашингтон Кепіталс зіграли найдовший матч, «рейнджери» здобули перемогу в 15-у овертаймі, переможну шайбу в ворота, що захищав Олаф Кельціг закинув захисник Марек Малик встановивши остаточний рахунок 3:2 на користь Нью-Йорку.
30 листопада 2005 Джо Торнтона обміняли з Бостон Брюїнс в Сан-Хосе Шаркс в обмін на чотирьох гравців серед яких були, зокрема, Марко Штурм та Бред Стюарт.
12 січня 2006 Нью-Йорк Рейнджерс розпрощався з  своїм капітаном Мессьє на Медісон-сквер-гарден з поразкою в овертаймі від його колишнього клубу Едмонтон Ойлерс 4:5.
19 січня 2006 ветеран Лос-Анджелес Кінгс Люк Робітайл закинув свої 550-у, 551-у та 552-у шайби в НХЛ, після завершення сезону він завершить свою кар'єру гравця в віці 40-а років.
6 лютого 2006 асистента головного тренера Фінікс Койотс Ріка Токкет було звинувачено за незаконну участь в одній із букмерській конторі штату Нью-Джерсі. Влітку 2007 було прийнято судове рішення про засудження Токкета до двох років позбавлення волі умовно.
15 квітня 2006 року вортар Нашвілл Предаторс Кріс Мейсон закинув шайбу та став дев'ятим воротарем НХЛ який коли-небудь закидав шайбу у ворота супротивника.
Тампа-Бей Лайтнінг ледве не повторила «досягнення» Нью-Джерсі Девілс у сезоні 1995/96, коли «дияволи» після здобуття Кубка Стенлі торік не пробились в плей-оф наступного сезону.
Сент-Луїс Блюз посівши останнє місце отримали право обрати першими в наступному драфті.

## Підсумкові турнірні таблиці

### Східна конференція
| Атлантичний дивізіон    | І  | В  | П  | ПО | ШЗ  | ШП  | О   |
| ----------------------- | -- | -- | -- | -- | --- | --- | --- |
| Нью-Джерсі Девілс (4)   | 82 | 46 | 27 | 9  | 242 | 229 | 101 |
| Філадельфія Флаєрс (5)  | 82 | 45 | 26 | 11 | 267 | 259 | 101 |
| Нью-Йорк Рейнджерс (6)  | 82 | 44 | 26 | 12 | 257 | 215 | 100 |
| Нью-Йорк Айлендерс (12) | 82 | 36 | 40 | 6  | 230 | 278 | 78  |
| Піттсбург Пінгвінс (15) | 82 | 22 | 46 | 14 | 244 | 316 | 58  |

| Північно-східний дивізіон | І  | В  | П  | ПО | ШЗ  | ШП  | О   |
| ------------------------- | -- | -- | -- | -- | --- | --- | --- |
| Оттава Сенаторс (1)       | 82 | 52 | 21 | 9  | 214 | 211 | 113 |
| Баффало Сейбрс (3)        | 82 | 52 | 24 | 6  | 281 | 239 | 110 |
| Монреаль Канадієнс (7)    | 82 | 42 | 31 | 9  | 243 | 247 | 93  |
| Торонто Мейпл-Ліфс (10)   | 82 | 41 | 33 | 8  | 257 | 270 | 90  |
| Бостон Брюїнс (13)        | 82 | 29 | 37 | 16 | 230 | 266 | 74  |

| Південно-східний дивізіон | І  | В  | П  | ПО | ШЗ  | ШП  | О   |
| ------------------------- | -- | -- | -- | -- | --- | --- | --- |
| Кароліна Гаррікейнс (2)   | 82 | 52 | 22 | 8  | 294 | 260 | 112 |
| Тампа-Бей Лайтнінг (8)    | 82 | 43 | 33 | 6  | 252 | 260 | 92  |
| Атланта Трешерс (9)       | 82 | 41 | 33 | 8  | 281 | 275 | 90  |
| Флорида Пантерс (11)      | 82 | 37 | 34 | 11 | 240 | 257 | 85  |
| Вашингтон Кепіталс (14)   | 82 | 29 | 41 | 12 | 237 | 306 | 70  |

### Західна конференція
| Центральний дивізіон      | І  | В  | П  | ПО | ШЗ  | ШП  | О   |
| ------------------------- | -- | -- | -- | -- | --- | --- | --- |
| Детройт Ред-Вінгс (1)     | 82 | 58 | 16 | 8  | 305 | 209 | 124 |
| Нашвілл Предаторс (4)     | 82 | 49 | 25 | 8  | 259 | 227 | 106 |
| Колумбус Блю-Джекетс (13) | 82 | 35 | 43 | 4  | 223 | 279 | 74  |
| Чикаго Блекгокс (14)      | 82 | 26 | 43 | 13 | 211 | 285 | 65  |
| Сент-Луїс Блюз (15)       | 82 | 21 | 46 | 15 | 197 | 292 | 57  |

| Північно-західний дивізіон | І  | В  | П  | ПО | ШЗ  | ШП  | О   |
| -------------------------- | -- | -- | -- | -- | --- | --- | --- |
| Калгарі Флеймс (3)         | 82 | 46 | 25 | 11 | 218 | 200 | 103 |
| Колорадо Аваланч (7)       | 82 | 43 | 30 | 9  | 283 | 257 | 95  |
| Едмонтон Ойлерс (8)        | 82 | 41 | 28 | 13 | 256 | 251 | 95  |
| Ванкувер Канакс (9)        | 82 | 42 | 32 | 8  | 256 | 255 | 92  |
| Міннесота Вайлд (11)       | 82 | 38 | 36 | 8  | 231 | 215 | 84  |

| Тихоокеанський дивізіон   | І  | В  | П  | ПО | ШЗ  | ШП  | О   |
| ------------------------- | -- | -- | -- | -- | --- | --- | --- |
| Даллас Старс (2)          | 82 | 53 | 23 | 6  | 265 | 218 | 112 |
| Сан-Хосе Шаркс (5)        | 82 | 44 | 27 | 11 | 266 | 242 | 99  |
| Майті Дакс оф Анагайм (6) | 82 | 43 | 27 | 12 | 254 | 229 | 98  |
| Лос-Анджелес Кінгс (10)   | 82 | 42 | 35 | 5  | 249 | 270 | 89  |
| Фінікс Койотс (12)        | 82 | 38 | 39 | 5  | 246 | 271 | 81  |

## Статистика регулярного чемпіонату

### Найкращі бомбардири
| Гравець             | Команда            | І  | Г  | П  | О   | +/- | ШХ  |
| ------------------- | ------------------ | -- | -- | -- | --- | --- | --- |
| Джо Торнтон         | Бостон/Сан-Хосе    | 81 | 29 | 96 | 125 | +31 | 55  |
| Яромир Ягр          | Нью-Йорк Рейнджерс | 82 | 54 | 69 | 123 | +34 | 72  |
| Олександр Овечкін   | Вашингтон          | 81 | 52 | 54 | 106 | +2  | 106 |
| Дені Гітлі          | Оттава             | 82 | 50 | 53 | 103 | +29 | 86  |
| Данієль Альфредссон | Оттава             | 77 | 43 | 60 | 103 | +29 | 50  |
| Сідні Кросбі        | Піттсбург          | 81 | 39 | 63 | 102 | -1  | 110 |
| Ерік Стаал          | Кароліна           | 82 | 45 | 55 | 100 | -8  | 81  |
| Ілля Ковальчук      | Атланта            | 78 | 52 | 46 | 98  | -6  | 68  |
| Марк Савар          | Атланта            | 82 | 28 | 69 | 97  | +7  | 100 |
| Джонатан Чічу       | Сан-Хосе           | 82 | 56 | 37 | 93  | +23 | 58  |

### Найкращі воротарі
| Гравець          | Команда            | І  | ЧНЛ     | В  | П  | ПО | ГП  | ША | %ВК   | СП   |
| ---------------- | ------------------ | -- | ------- | -- | -- | -- | --- | -- | ----- | ---- |
| Міікка Кіпрусофф | Калгарі            | 74 | 4379:40 | 42 | 20 | 11 | 151 | 10 | 0,923 | 2,07 |
| Домінік Гашек    | Оттава             | 43 | 2583:58 | 28 | 10 | 4  | 90  | 5  | 0,925 | 2,09 |
| Менні Легасі     | Детройт            | 51 | 2905:09 | 37 | 8  | 3  | 106 | 7  | 0,915 | 2,19 |
| Крістобаль Юе    | Монреаль           | 36 | 2102:59 | 18 | 11 | 4  | 77  | 7  | 0,929 | 2,20 |
| Генрік Лундквіст | Нью-Йорк Рейнджерс | 53 | 3111:53 | 30 | 12 | 9  | 116 | 2  | 0,922 | 2,24 |

І = матчі; ЧНЛ = часу на льоду (хвилини: секунди); В = перемоги; П = поразки; ПО = поразки в овертаймі; ГП = голів пропушено; ША = шатаути; %ВК = відбитих кидків (у %); СП = Середня кількість пропущених шайб

## Плей-оф
|  | Чвертьфінали конференції | Чвертьфінали конференції              | Чвертьфінали конференції |   |            | Півфінали конференції | Півфінали конференції | Півфінали конференції |                    |                    | Фінали конференції  | Фінали конференції  | Фінали конференції  |  |  | Фінал Кубка Стенлі | Фінал Кубка Стенлі | Фінал Кубка Стенлі |
|  |                          |                                       |                          |   |            |                       |                       |                       |                    |                    |                     |                     |                     |  |  |                    |                    |                    |
|  | 1                        | Оттава                                | 4                        |   |            | 1                     | Оттава                | 1                     |                    |                    |                     |                     |                     |  |  |                    |                    |                    |
|  | 8                        | Тампа-Бей                             | 1                        |   |            | 4                     | Баффало               | 4                     |                    |                    |                     |                     |                     |  |  |                    |                    |                    |
|  |                          |                                       |                          |   |            |                       |                       |                       |                    |                    |                     |                     |                     |  |  |                    |                    |                    |
|  | 2                        | Кароліна                              | 4                        |   |            |                       |                       |                       | Східна конференція | Східна конференція | Східна конференція  | Східна конференція  | Східна конференція  |  |  |                    |                    |                    |
|  | 2                        | Кароліна                              | 4                        |   |            |                       |                       |                       | Східна конференція | Східна конференція | Східна конференція  | Східна конференція  | Східна конференція  |  |  |                    |                    |                    |
|  | 7                        | Монреаль                              | 2                        |   |            |                       |                       |                       |                    |                    |                     |                     |                     |  |  |                    |                    |                    |
|  | 7                        | Монреаль                              | 2                        |   |            |                       |                       |                       |                    | 4                  | Баффало             | 3                   |                     |  |  |                    |                    |                    |
|  |                          |                                       |                          |   |            |                       |                       |                       |                    | 4                  | Баффало             | 3                   |                     |  |  |                    |                    |                    |
|  |                          | 2                                     | Кароліна                 | 4 |            |                       |                       |                       |                    |                    |                     |                     |                     |  |  |                    |                    |                    |
|  | 3                        | 2                                     | Кароліна                 | 4 | Нью-Джерсі | 4                     |                       |                       |                    |                    |                     |                     |                     |  |  |                    |                    |                    |
|  | 3                        |                                       |                          |   | Нью-Джерсі | 4                     |                       |                       |                    |                    |                     |                     |                     |  |  |                    |                    |                    |
|  | 6                        | Нью-Йорк Рейнджерс                    | 0                        |   |            |                       |                       |                       |                    |                    |                     |                     |                     |  |  |                    |                    |                    |
|  | 6                        | Нью-Йорк Рейнджерс                    | 0                        |   |            |                       |                       |                       |                    |                    |                     |                     |                     |  |  |                    |                    |                    |
|  |                          |                                       |                          |   |            |                       |                       |                       |                    |                    |                     |                     |                     |  |  |                    |                    |                    |
|  |                          |                                       |                          |   |            |                       |                       |                       |                    |                    |                     |                     |                     |  |  |                    |                    |                    |
|  | 4                        | Баффало                               | 4                        |   | 2          | Кароліна              | 4                     |                       |                    |                    |                     |                     |                     |  |  |                    |                    |                    |
|  | 4                        | Баффало                               | 4                        |   | 2          | Кароліна              | 4                     |                       |                    |                    |                     |                     |                     |  |  |                    |                    |                    |
|  | 5                        | Філадельфія                           | 2                        |   |            | 3                     | Нью-Джерсі            | 1                     |                    |                    |                     |                     |                     |  |  |                    |                    |                    |
|  | 5                        | Філадельфія                           | 2                        |   |            |                       |                       |                       |                    | E2                 | Кароліна            | 4                   |                     |  |  |                    |                    |                    |
|  |                          | (Пари пересіяні після першого раунду) |                          |   |            |                       |                       |                       |                    | E2                 | Кароліна            | 4                   |                     |  |  |                    |                    |                    |
|  |                          | W8                                    | Едмонтон                 | 3 |            |                       |                       |                       |                    |                    |                     |                     |                     |  |  |                    |                    |                    |
|  | 1                        | W8                                    | Едмонтон                 | 3 | Детройт    | 2                     |                       |                       | 5                  | Сан-Хосе           | 2                   |                     |                     |  |  |                    |                    |                    |
|  | 1                        |                                       |                          |   | Детройт    | 2                     |                       |                       | 5                  | Сан-Хосе           | 2                   |                     |                     |  |  |                    |                    |                    |
|  | 8                        | Едмонтон                              | 4                        |   |            | 8                     | Едмонтон              | 4                     |                    |                    |                     |                     |                     |  |  |                    |                    |                    |
|  | 8                        | Едмонтон                              | 4                        |   |            | 8                     | Едмонтон              | 4                     |                    |                    |                     |                     |                     |  |  |                    |                    |                    |
|  |                          |                                       |                          |   |            |                       |                       |                       |                    |                    |                     |                     |                     |  |  |                    |                    |                    |
|  | 2                        | Даллас                                | 1                        |   |            |                       |                       |                       |                    |                    |                     |                     |                     |  |  |                    |                    |                    |
|  | 2                        | Даллас                                | 1                        |   |            |                       |                       |                       |                    |                    |                     |                     |                     |  |  |                    |                    |                    |
|  | 7                        | Колорадо                              | 4                        |   |            |                       |                       |                       |                    |                    |                     |                     |                     |  |  |                    |                    |                    |
|  | 7                        | Колорадо                              | 4                        |   |            |                       |                       |                       | 8                  | Едмонтон           | 4                   |                     |                     |  |  |                    |                    |                    |
|  |                          |                                       |                          |   |            |                       |                       |                       | 8                  | Едмонтон           | 4                   |                     |                     |  |  |                    |                    |                    |
|  |                          | 6                                     | Анагайм                  | 1 |            |                       |                       |                       |                    |                    |                     |                     |                     |  |  |                    |                    |                    |
|  | 3                        | 6                                     | Анагайм                  | 1 | Калгарі    | 3                     |                       |                       |                    |                    |                     |                     |                     |  |  |                    |                    |                    |
|  | 3                        |                                       |                          |   | Калгарі    | 3                     |                       |                       |                    |                    |                     |                     |                     |  |  |                    |                    |                    |
|  | 6                        | Анагайм                               | 4                        |   |            |                       |                       |                       |                    |                    | Західна конференція | Західна конференція | Західна конференція |  |  |                    |                    |                    |
|  | 6                        | Анагайм                               | 4                        |   |            |                       |                       |                       |                    |                    | Західна конференція | Західна конференція | Західна конференція |  |  |                    |                    |                    |
|  |                          |                                       |                          |   |            |                       |                       |                       |                    |                    |                     |                     |                     |  |  |                    |                    |                    |
|  | 4                        | Нашвілл                               | 1                        |   | 6          | Анагайм               | 4                     |                       |                    |                    |                     |                     |                     |  |  |                    |                    |                    |
|  | 4                        | Нашвілл                               | 1                        |   | 6          | Анагайм               | 4                     |                       |                    |                    |                     |                     |                     |  |  |                    |                    |                    |
|  | 5                        | Сан-Хосе                              | 4                        |   |            | 7                     | Колорадо              | 0                     |                    |                    |                     |                     |                     |  |  |                    |                    |                    |

## Володарі Кубка Стенлі
| Володарі Кубка Стенлі Кароліна Гаррікейнс | Воротарі: Мартін Гербер, Кем Ворд Захисники: Антон Бабчук, Майк Коммодор, Бред Гедікен, Ендрю Гатчінсон, Франтішек Каберле, Олег Твердовський, Ніклас Валлін, Аарон Ворд, Глен Веслі Нападники: Крейг Адамс, Кевін Адамс, Род Бріндамор, Ерік Коул, Метт Каллен, Ендрю Ледд, Чед Лароуз, Марк Реккі, Ерік Стаал, Корі Стіллман, Йозеф Вашичек, Дуг Вейт, Рей Вітні, Джастін Вільямс Головний тренер: Пітер Лавіолетт Генеральний менеджер: Джим Резерфорд |

## Призи та нагороди сезону
| Нагороди                     | Гравець                                                              | Команда                                                              |
| ---------------------------- | -------------------------------------------------------------------- | -------------------------------------------------------------------- |
| Пам'ятний трофей Колдера     | Олександр Овечкін                                                    | Вашингтон Кепіталс                                                   |
| Нагорода Теда Ліндсея        | Яромир Ягр                                                           | Нью-Йорк Рейнджерс                                                   |
| Трофей Арта Росса            | Джо Торнтон                                                          | Сан-Хосе Шаркс                                                       |
| Пам'ятний трофей Гарта       | Джо Торнтон                                                          | Сан-Хосе Шаркс                                                       |
| Трофей Конна Смайта          | Кем Ворд                                                             | Кароліна Гаррікейнс                                                  |
| Приз Білла Мастерсона        | Теему Селянне                                                        | Майті Дакс оф Анагайм                                                |
| Приз Франка Селке            | Род Бріндамор                                                        | Кароліна Гаррікейнс                                                  |
| Нагорода Джека Адамса        | Лінді Рафф                                                           | Баффало Сейбрс                                                       |
| Приз Джеймса Норріса         | Ніклас Лідстрем                                                      | Детройт Ред-Вінгс                                                    |
| Приз Кінга Кленсі            | Олаф Кельціг                                                         | Вашингтон Кепіталс                                                   |
| Приз Леді Бінг               | Павло Дацюк                                                          | Детройт Ред-Вінгс                                                    |
| Трофей Лестера Патріка       | Рід Беренсон, Марсель Діонн, Рід Ларсон, Ґлен Сонмо та Стів Айзерман | Рід Беренсон, Марсель Діонн, Рід Ларсон, Ґлен Сонмо та Стів Айзерман |
| Трофей Моріса Рішара         | Джонатан Чічу                                                        | Сан-Хосе Шаркс                                                       |
| Трофей Везини                | Міікка Кіпрусофф                                                     | Калгарі Флеймс                                                       |
| Трофей Вільяма М. Дженнінгса | Міікка Кіпрусофф                                                     | Калгарі Флеймс                                                       |
| Нагорода Роджера Кроз'єра    | Крістобаль Юе                                                        | Монреаль Канадієнс                                                   |
| Нагорода Плюс-Мінус          | Вейд Редден Міхал Розсівал                                           | Оттава Сенаторс Нью-Йорк Рейнджерс                                   |

| Нагорода                  | Клуб                |
| ------------------------- | ------------------- |
| Приз Кларенса С. Кемпбела | Едмонтон Ойлерс     |
| Приз принца Уельського    | Кароліна Гаррікейнс |
| Кубок Президента          | Детройт Ред-Вінгс   |
| Кубок Стенлі              | Кароліна Гаррікейнс |

## Команда всіх зірок
| Перша команда                          | Позиція              | Друга команда                        |
| -------------------------------------- | -------------------- | ------------------------------------ |
| Міікка Кіпрусофф, Калгарі Флеймс       | Воротар              | Мартен Бродер, Нью-Джерсі Девілс     |
| Ніклас Лідстрем, Детройт Ред-Вінгс     | Захисник             | Здено Хара, Оттава Сенаторс          |
| Скотт Нідермаєр, Майті Дакс оф Анагайм | Захисник             | Сергій Зубов, Даллас Старс           |
| Джо Торнтон, Брюїнс, Шаркс             | Центральний нападник | Ерік Стаал, Кароліна Гаррікейнс      |
| Яромир Ягр, Нью-Йорк Рейнджерс         | Правий нападник      | Данієль Альфредссон, Оттава Сенаторс |
| Олександр Овечкін, Вашингтон Кепіталс  | Лівий нападник       | Дені Гітлі, Оттава Сенаторс          |

## Дебютанти сезону
Цього сезону дебютували:
- Дастін Бафлін, Чикаго Блекгокс
- Грегорі Кемпбелл, Флорида Пантерс
- Джефф Картер, Філадельфія Флаєрс
- Меттью Карл, Сан-Хосе Шаркс
- Сідні Кросбі, Піттсбург Пінгвінс
- Раєн Гецлаф, Майті Дакс оф Анагайм
- Майк Грін, Вашингтон Кепіталс
- Данкан Кіт, Чикаго Блекгокс
- Ендрю Ледд, Кароліна Гаррікейнс
- Генрік Лундквіст, Нью-Йорк Рейнджерс
- Олександр Овечкін, Вашингтон Кепіталс
- Зак Парізе, Нью-Джерсі Девілс
- Дастін Пеннер, Майті Дакс оф Анагайм
- Корі Перрі, Майті Дакс оф Анагайм
- Діон Фанеф, Калгарі Флеймс
- Майк Річардс, Філадельфія Флаєрс
- Пекка Рінне, Нашвілл Предаторс
- Александер Стін, Торонто Мейпл-Ліфс
- Раєн Сутер, Нашвілл Предаторс
- Максим Тальбо, Піттсбург Пінгвінс
- Томас Ванек, Баффало Сейбрс
- Кем Ворд, Кароліна Гаррікейнс
- Ші Вебер, Нашвілл Предаторс

## Завершили кар'єру
- Томмі Альбелін, Нью-Джерсі Девілс
- Дейв Андрейчук, Тампа-Бей Лайтнінг
- Акі-Петтері Берг, Торонто Мейпл-Ліфс
- Ендрю Кесселз, Вашингтон Кепіталс
- Ерік Дазе, Чикаго Блекгокс
- Ерік Дежарден, Філадельфія Флаєрс
- Тай Домі, Торонто Мейпл-Ліфс
- Їржі Фішер, Детройт Ред-Вінгс
- Бретт Галл, Фінікс Койотс
- Браєн Літч, Бостон Брюїнс
- Маріо Лем'є, Піттсбург Пінгвінс
- Грант Маршалл, Нью-Джерсі Девілс
- Шон Макічерн, Бостон Брюїнс
- Олександр Могильний, Нью-Джерсі Девілс
- Жигмунд Палффі, Піттсбург Пінгвінс
- Кіт Прімо, Філадельфія Флаєрс
- Люк Робітайл, Лос-Анджелес Кінгс
- Тернер Стівенсон, Філадельфія Флаєрс
- Скотт Янг, Сент-Луїс Блюз
- Стів Айзерман, Детройт Ред-Вінгс
- Олексій Жамнов, Бостон Брюїнс